# Jerry DeGrieck
Gerald (Jerry) C. DeGrieck là một nhà quản lý y tế công cộng và cố vấn chính sách tại Seattle, Washington. Ông và Nancy Wechsler đã phục vụ cùng nhau trong Hội đồng thành phố Ann Arbor, năm 1972–1974, trong khi họ là những sinh viên tốt nghiệp tại Đại học Michigan. Năm 1973, họ đồng thời trở thành quan chức được bầu chọn đồng tính công khai đầu tiên ở Hoa Kỳ.

## Hội đồng Thành phố Ann Arbor
DeGrieck và Wechsler đã được bầu vào Hội đồng Thành phố Ann Arbor với tư cách là thành viên của Đảng Nhân quyền vào ngày 3 tháng 4 năm 1972. Các nhà quan sát chính trị không tin rằng bên thứ ba có nhiều cơ hội giành được bất kỳ ghế nào, nhưng nền tảng tự do của đảng này đã lôi cuốn cử tri trẻ và  đánh bại các giáo sư đại học với tư cách là đảng Dân chủ ở phường 1 và 2.
Vào thời điểm bầu cử, Wechsler là một sinh viên lịch sử 22 tuổi tại Đại học Michigan, thành viên đầu tiên của hội đồng thành phố, và DeGrieck là một sinh viên tốt nghiệp. Năm 1973, DeGrieck và Wechsler trở thành những người đồng tính nam công khai và đồng tính nữ công khai đầu tiên ở Hoa Kỳ khi họ công khai cùng nhau, tại một cuộc họp báo được tổ chức để phản ứng với một sự cố kì thị đồng tính tại một nhà hàng địa phương.
Sau khi kết thúc nhiệm kỳ năm 1974, DeGrieck chuyển đến Seattle, Washington, nơi ông tiếp tục làm việc cho Tuần lễ tự hào đồng tính Seattle và cuối cùng trở thành giám đốc y tế công cộng và cố vấn chính sách cho Thành phố Seattle. Ông hiện là Quản trị viên Y tế Khu vực tại Sở Y tế Công cộng Quận King.

## Đời tư
DeGrieck có một cô con gái, sinh năm 1981, có một người bạn đồng tính nữ. Ông đã không tham gia chính trị kể từ khi sinh con gái.